# Kanton Ligny-en-Barrois
Der  Kanton Ligny-en-Barrois ist seit 1790 ein französischer Wahlkreis in den Arrondissements Bar-le-Duc und Commercy, im Département Meuse und in der Region Grand Est (bis 2015 Lothringen). Hauptort des Kantons ist die Gemeinde Ligny-en-Barrois.

## Lage
Der Kanton liegt im Süden des Départements Meuse.

## Geschichte
Der Kanton entstand 1790. Bis 2015 gehörten 20 Gemeinden zum Kanton Ligny-en-Barrois. Mit der Neuordnung der Kantone in Frankreich stieg die Zahl der Gemeinden 2015 auf 41. Von den bisherigen 20 Gemeinden wechselten nicht weniger als 12 Gemeinden zu anderen Kantonen. Zum Kanton Vaucouleurs wechselten die 4 Gemeinden Loisey-Culey, Nançois-sur-Ornain, Salmagne und Willeroncourt, zum Kanton Ancerville die 8 Gemeinden Guerpont, Maulan, Nant-le-Grand, Nant-le-Petit, Silmont, Tannois, Tronville-en-Barrois und Velaines. Zu den verbleibenden 8 Gemeinden kamen alle 19 Gemeinden des bisherigen Kantons Gondrecourt-le-Château und alle 14 Gemeinden des bisherigen Kantons Montiers-sur-Saulx hinzu.

## Gemeinden
Der Kanton besteht aus 40 Gemeinden mit insgesamt 11.453 Einwohnern (Stand: 1. Januar 2022) auf einer Gesamtfläche von 638,24 km²:
| Gemeinde                    | Einwohner 1. Januar 2022 | Fläche km² | Dichte Einw./km² | Code INSEE | Postleitzahl | Arrondissement |
| --------------------------- | ------------------------ | ---------- | ---------------- | ---------- | ------------ | -------------- |
| Abainville                  | 282                      | 13,67      | 21               | 55001      | 55130        | Commercy       |
| Amanty                      | 35                       | 11,17      | 3                | 55005      | 55130        | Commercy       |
| Badonvilliers-Gérauvilliers | 127                      | 21,03      | 6                | 55026      | 55130        | Commercy       |
| Biencourt-sur-Orge          | 112                      | 12,38      | 9                | 55051      | 55290        | Bar-le-Duc     |
| Bonnet                      | 181                      | 29,06      | 6                | 55059      | 55130        | Commercy       |
| Brauvilliers                | 164                      | 9,26       | 18               | 55075      | 55170        | Bar-le-Duc     |
| Bure                        | 88                       | 18,39      | 5                | 55087      | 55290        | Bar-le-Duc     |
| Chanteraine                 | 186                      | 22,40      | 8                | 55358      | 55500        | Bar-le-Duc     |
| Chassey-Beaupré             | 87                       | 14,11      | 6                | 55104      | 55130        | Commercy       |
| Couvertpuis                 | 82                       | 8,87       | 9                | 55133      | 55290        | Bar-le-Duc     |
| Dainville-Bertheléville     | 121                      | 40,30      | 3                | 55142      | 55130        | Commercy       |
| Dammarie-sur-Saulx          | 369                      | 11,34      | 33               | 55144      | 55500        | Bar-le-Duc     |
| Delouze-Rosières            | 118                      | 15,08      | 8                | 55148      | 55130        | Commercy       |
| Demange-Baudignécourt       | 509                      | 31,14      | 16               | 55150      | 55130        | Commercy       |
| Fouchères-aux-Bois          | 133                      | 5,57       | 24               | 55195      | 55500        | Bar-le-Duc     |
| Givrauval                   | 287                      | 9,69       | 30               | 55214      | 55500        | Bar-le-Duc     |
| Gondrecourt-le-Château      | 1.041                    | 51,33      | 20               | 55215      | 55130        | Commercy       |
| Hévilliers                  | 156                      | 10,60      | 15               | 55246      | 55290        | Bar-le-Duc     |
| Horville-en-Ornois          | 46                       | 7,62       | 6                | 55247      | 55130        | Commercy       |
| Houdelaincourt              | 277                      | 16,07      | 17               | 55248      | 55130        | Commercy       |
| Le Bouchon-sur-Saulx        | 232                      | 5,42       | 43               | 55061      | 55500        | Bar-le-Duc     |
| Les Roises                  | 27                       | 3,92       | 7                | 55436      | 55130        | Commercy       |
| Ligny-en-Barrois            | 3.696                    | 32,26      | 115              | 55291      | 55500        | Bar-le-Duc     |
| Longeaux                    | 219                      | 7,49       | 29               | 55300      | 55500        | Bar-le-Duc     |
| Mandres-en-Barrois          | 112                      | 17,71      | 6                | 55315      | 55290        | Bar-le-Duc     |
| Mauvages                    | 240                      | 21,11      | 11               | 55327      | 55190        | Commercy       |
| Menaucourt                  | 229                      | 6,30       | 36               | 55332      | 55500        | Bar-le-Duc     |
| Ménil-sur-Saulx             | 245                      | 12,03      | 20               | 55335      | 55500        | Bar-le-Duc     |
| Montiers-sur-Saulx          | 366                      | 44,55      | 8                | 55348      | 55290        | Bar-le-Duc     |
| Morley                      | 207                      | 24,75      | 8                | 55359      | 55290        | Bar-le-Duc     |
| Naix-aux-Forges             | 195                      | 6,32       | 31               | 55370      | 55500        | Bar-le-Duc     |
| Nantois                     | 77                       | 6,05       | 13               | 55376      | 55500        | Bar-le-Duc     |
| Ribeaucourt                 | 71                       | 12,54      | 6                | 55430      | 55290        | Bar-le-Duc     |
| Saint-Amand-sur-Ornain      | 60                       | 6,06       | 10               | 55452      | 55500        | Bar-le-Duc     |
| Saint-Joire                 | 232                      | 18,32      | 13               | 55459      | 55130        | Commercy       |
| Tréveray                    | 550                      | 17,18      | 32               | 55516      | 55130        | Commercy       |
| Vaudeville-le-Haut          | 49                       | 9,71       | 5                | 55534      | 55130        | Commercy       |
| Villers-le-Sec              | 127                      | 6,99       | 18               | 55562      | 55500        | Bar-le-Duc     |
| Vouthon-Bas                 | 40                       | 7,22       | 6                | 55574      | 55130        | Commercy       |
| Vouthon-Haut                | 78                       | 13,23      | 6                | 55575      | 55130        | Commercy       |
| Kanton Ligny-en-Barrois     | 11.453                   | 638,24     | 18               | 5510       | –            | –              |

Bis zur landesweiten Neuordnung der französischen Kantone im März 2015 gehörten zum Kanton Ligny-en-Barrois die 20 Gemeinden Chanteraine Givrauval, Guerpont, Ligny-en-Barrois (Hauptort),  Loisey-Culey, Longeaux, Maulan, Menaucourt, Naix-aux-Forges, Nançois-sur-Ornain, Nant-le-Grand, Nant-le-Petit, Nantois, Saint-Amand-sur-Ornain, Salmagne, Silmont, Tannois, Tronville-en-Barrois, Velaines und Willeroncourt. Sein Zuschnitt entsprach einer Fläche von 225,23 km2. Er besaß vor 2015 einen anderen INSEE-Code als heute, nämlich 5511.

## Änderungen im Gemeindebestand seit der Neugliederung 2015
2019: Fusion Baudignécourt und Demange-aux-Eaux → Demange-Baudignécourt

## Bevölkerungsentwicklung
| 1962   | 1968   | 1975   | 1982   | 1990   | 1999   | 2006   | 2012   |
| ------ | ------ | ------ | ------ | ------ | ------ | ------ | ------ |
| 11.258 | 12.720 | 12.860 | 12.754 | 12.519 | 11.896 | 10.970 | 10.299 |

## Politik
Im 1. Wahlgang am 22. März 2015 erreichte keines der drei Wahlpaare die absolute Mehrheit. Bei der Stichwahl am 29. März 2015 gewann das Gespann Elisabeth Guerquin/Daniel Ruhland (beide DVD) gegen Anne-Marie Fernandes/Bernard Simonin (beide FN) mit einem Stimmenanteil von 58,87 % (Wahlbeteiligung:52,10 %).
Seit 1945 hatte der Kanton folgende Abgeordnete im Rat des Départements:
| Vertreter im conseil général des Départements | Vertreter im conseil général des Départements | Vertreter im conseil général des Départements |
| Amtszeit                                      | Name                                          | Partei                                        |
| --------------------------------------------- | --------------------------------------------- | --------------------------------------------- |
| 1945–1973                                     | Louis Dodin                                   | SFIO                                          |
| 1973–1994                                     | Michel Leblanc                                | DVD                                           |
| 1994–2001                                     | Jackie Fonroques                              | DVD                                           |
| 2001–2015                                     | Roger Beauxerois                              | PS                                            |
| seit 2015                                     | Elisabeth Guerquin Daniel Ruhland             | DVD                                           |